# Heather Armitage
Heather Joy Armitage, po mężu Young i McClelland (ur. 17 marca 1933 w Kolombo na Sri Lance) – brytyjska lekkoatletka specjalizująca się w krótkich biegach sprinterskich, dwukrotna uczestniczka letnich igrzysk olimpijskich (Helsinki 1952, Melbourne 1956), dwukrotna medalistka olimpijska w biegach sztafetowych 4 × 100 metrów: srebrna (1956) oraz brązowa (1952). Mistrzyni Europy ze Sztokholmu (1958) w biegu na 100 metrów.

## Sukcesy sportowe
- dwukrotna mistrzyni Wielkiej Brytanii w biegu na 100 jardów – 1952, 1957[1]

| Rok  | Miasto    | Zawody                                                 | Konkurencja                                                   | Wynik                                   |
| ---- | --------- | ------------------------------------------------------ | ------------------------------------------------------------- | --------------------------------------- |
| 1952 | Helsinki  | igrzyska olimpijskie                                   | sztafeta 4 × 100 m                                            | brązowy medal                           |
| 1954 | Vancouver | igrzyska Imperium Brytyjskiego i Wspólnoty Brytyjskiej | sztafeta 4 × 110 jardów bieg na 100 jardów bieg na 220 jardów | srebrny medal 6. miejsce 5. miejsce     |
| 1954 | Berno     | mistrzostwa Europy                                     | bieg na 100 m                                                 | 6. miejsce                              |
| 1956 | Melbourne | igrzyska olimpijskie                                   | sztafeta 4 × 100 m bieg na 100 m                              | srebrny medal 6. miejsce                |
| 1958 | Sztokholm | mistrzostwa Europy                                     | bieg na 100 m                                                 | złoty medal                             |
| 1958 | Cardiff   | igrzyska Imperium Brytyjskiego i Wspólnoty Brytyjskiej | sztafeta 4 × 110 jardów bieg na 100 jardów bieg na 220 jardów | złoty medal srebrny medal brązowy medal |

## Rekordy życiowe
- bieg na 100 m – 11,6 – 1956
- bieg na 200 m – 23,79 – 1958